# Athyreus armatus
Athyreus armatus es una especie de coleóptero de la familia Geotrupidae.

## Distribución geográfica
Habita en Haití.